# Зигфрид, Карл Адольф
Карл Густав Адольф Зигфрид (нем. Carl Gustav Adolf Siegfried; 22 января 1830 года — 9 января 1903 года) — протестантский богослов, теолог. Ректор Йенского университета в 1882 и 1895 годах.

## Биография
Карл Зигфрид родился 22 января 1830 года в Магдебурге в семье уполномоченного по городскому планированию Карла Вильгельма Зигфрида. Он изучал теологию и философию в университетах Галле и Бонна. Его учителями были Мюллер, Гупфельд, Бернгарди, Росс и Ричль. После окончания университета преподавал в гимназиях Магдебурга и Губена. В 1859 году в Галле Зигфрид защитил диссертацию и получил степень доктора философии. Он преподавал в гимназии при кафедральном соборе в Магдебурге до 1865 года, затем в Земельной школе Пфорта.
В 1875 году Карл Зигфрид был назначен полным профессором ветхозаветного богословия в Йенском университете и получил там почётную степень доктора теологии. Был деканом факультета теологии, в 1882 и 1895 годах в течение семестра был ректором университета. В 1885 году стал членом Совета церквей Саксонии-Веймара-Айзенаха. Как учёный он был известен историко-критическими исследованиями Ветхого завета, изучением древнего иврита и эллинистического иудаизма, обзорами произведений Филона Александрийского. В 1901 году из-за тяжёлой болезни Зигфрид ушёл с работы. Умер 9 января 1903 года в Йене.